# Ernst Pistulla
Ernst Pistulla (n. 28 noiembrie 1906, Goslar, Saxonia Inferioară, Germania – d. 3 martie 1945, Berlin, Germania Nazistă) a fost un boxer german, medaliat olimpic. A participat la o ediție a Jocurilor Olimpice (1928) în care a câștigat o medalie de argint.

## Participări
Lista de mai jos prezintă principalele competiții la care a participat Ernst Pistulla de-a lungul carierei.
- boxing at the 1928 Summer Olympics – light heavyweight[*]